# Elezioni parlamentari in Estonia del 1938
Le elezioni parlamentari in Estonia del 1938 si tennero il 24 e il 25 febbraio per il rinnovo del Riigikogu.
A seguito della promulgazione di una nuova Costituzione, l'età dei votanti fu innalzata a 22 anni e solo coloro che erano stati cittadini da almeno tre anni potevano votare. L'età minima per i candidati fu invece portata da 20 a 25 anni.
Il Fronte Nazionale per la Promulgazione della Costituzione fu l'unico partito nel contesto di questa elezione e si aggiudicò da solo, 64 su 80 seggi.
Dei 16 deputati indipendenti eletti, sei erano membri del Gruppo democratico (composto dai due membri principali del Partito Nazionale di Centro, due del Partito dei Coloni, e due del Vap, la Lega dei Veterani), sei erano del Gruppo Unito dei Lavoratori (composto da quattro socialisti di sinistra e quattro socialisti di destra), due erano Lavoratori Indipendenti e due erano del Gruppo del Partito Russo.

## Risultati
| Liste                                                    | Voti    | %     | Seggi |
| -------------------------------------------------------- | ------- | ----- | ----- |
| Fronte Nazionale per la Promulgazione della Costituzione | 256 213 | 57,43 | 64    |
| Indipendenti                                             | 189 929 | 42,57 | 16    |
| Totale                                                   | 446 142 | 100   | 80    |